# 相鉄トフ400形貨車

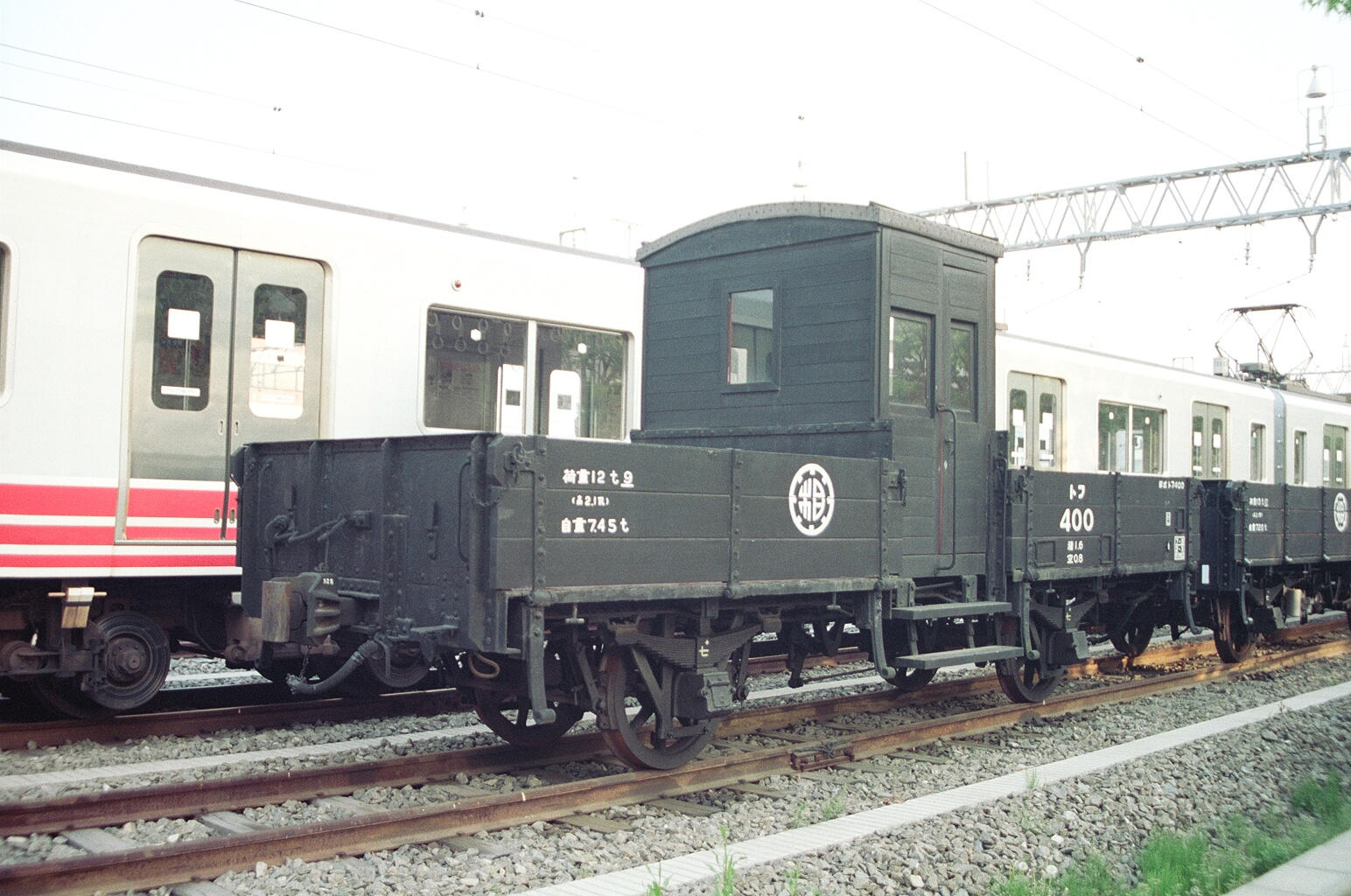
相模鉄道トフ400形貨車（1993年5月7日）

相鉄トフ400形貨車（そうてつトフ400がたかしゃ）は、相模鉄道に在籍していた無蓋貨車（緩急車）である。

## 概要
相鉄本線・厚木線を開業させた神中鉄道が1928年（昭和3年）に導入した車両で服部製作所でトフ400-トフ404の5両が製造された。車両中央に車掌室が配された凸形の形状となっており同様の車両は西武鉄道や小田急電鉄、名古屋鉄道などでも見受けられた。
貨物列車が運行されていた時期はED10形電気機関車が牽引する貨物列車の最後尾に連結され、本線上を走行する光景を見ることができた。
1978年（昭和53年）にトフ404が、1992年（平成4年）にトフ401-トフ403が廃車された。1994年（平成6年）に最後まで残ったトフ400も廃車されたが、この1両のみかしわ台車両センターにて静態保存され、2016年に再塗装された。